# Chang'an Zhen (köping i Kina)
Chang'an Zhen (kinesiska: Chang’an Zhen, 长安镇, 长安) är en köping i Kina. Den ligger i provinsen Liaoning, i den nordöstra delen av landet, omkring 200 kilometer söder om provinshuvudstaden Shenyang. Antalet invånare är 11688. Befolkningen består av 5 710 kvinnor och 5 978 män. Barn under 15 år utgör 12,0 %, vuxna 15-64 år 75 %, och äldre över 65 år 12,0 %.
Genomsnittlig årsnederbörd är 1 408 millimeter. Den regnigaste månaden är juli, med i genomsnitt 513 mm nederbörd, och den torraste är januari, med 11 mm nederbörd.